# 禮堂

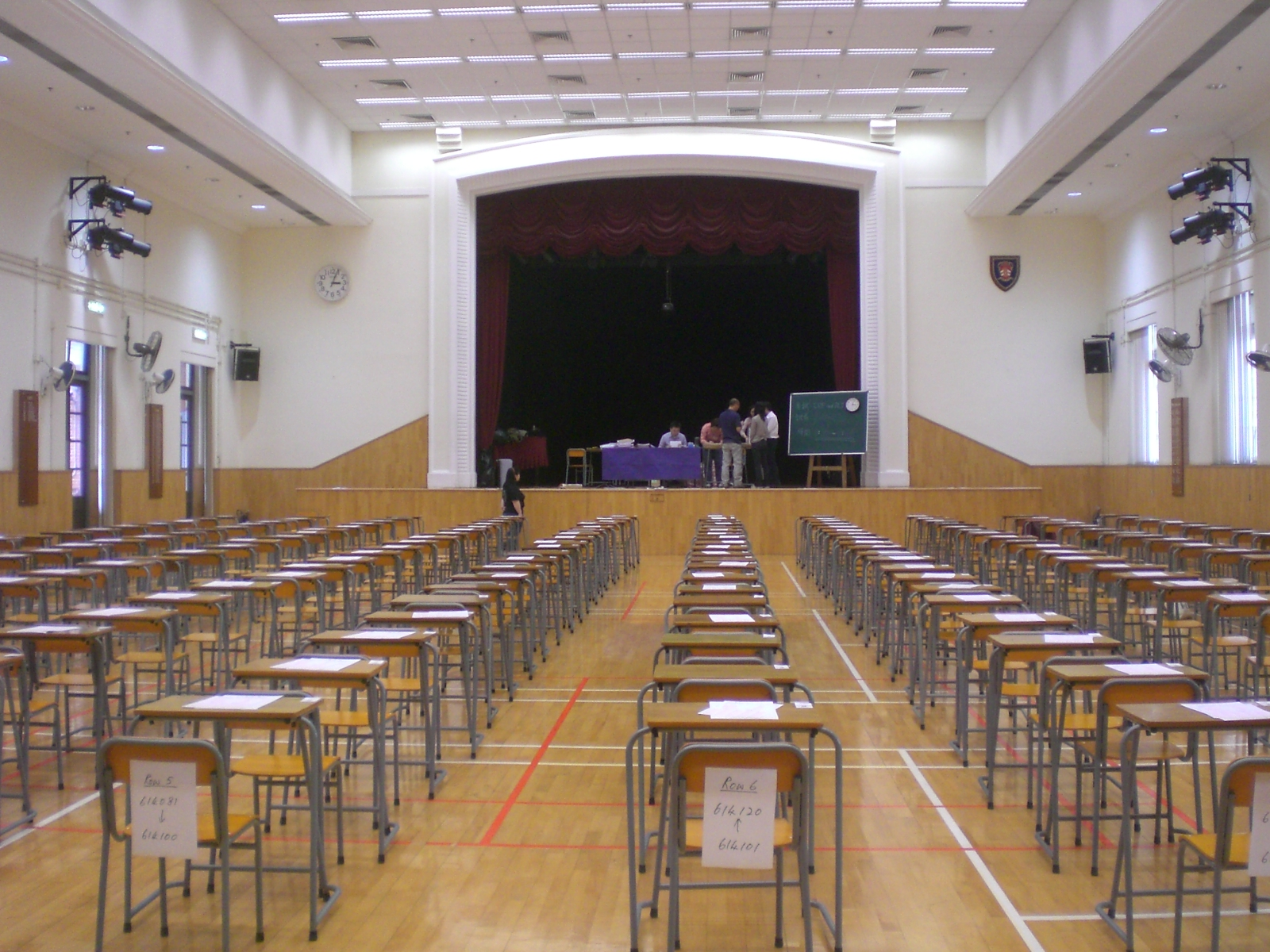
學校禮堂

禮堂是一座建築物內用作舉行儀式、社交活動的房間，其基本設施是要有一個舞台，令施禮的主持人，例如校長、司儀、神父等有效地向群眾溝通，而觀眾席多數的座位是可有可無的，即是桌和椅可以移走，或者排成一行一行。 禮堂是多功能活動室。
常見設有禮堂的地方：
- 學校
- 大會堂
- 社區中心、公會堂
- 教堂
- 廟宇
- 修院
- 殯儀館
- 酒樓
- 酒店

## 禮堂相關活動
- 婚禮
- 考試試場
- 早會
- 宗教聚會
- 群眾大會
- 室內運動場、籃球場、羽毛球場等
- 表演藝術
- 演奏會
- 展覽會
- 會議
- 舞會
- 聚餐
- 周會

## 其他設施
- 大光燈、射燈、舞台燈光
- 麥克風
- 擴音器
- 投影機